# Джони Копланд
Джон Клайд Копланд (на английски: John Clyde Copeland)  е американски блус музикант.

## Биография
Роден е на 27 март 1937 г. в Хейнсвил, Луизиана, САЩ. Малко след раждането му неговата майка се разделя с баща му и се премества с останалата част от семейството близо до град Магнолия в Арканзас. Когато е на 13-годишна възраст, се преместват в Хюстън, Тексас. Там, благодарение на своите братя и сестри, той за първи път вижда Ти-Боун Уокър, Рой Браун и Джо „Китарата“ Хюз. На 14-годишна възраст Джони Копланд основава групата Duke of Rhythm с Джо Хюз, Чарлз Годфри, Пат Патерсън и Стив Уошингтън. Те свирят заедно с този състав през следващите три години – до 1954 г. След това напуска групата и си партнира първо с пианиста Ърл Соломон, а по-късно с китариста Кларънс Самюел. Докато е на турне през 1956 г., Копланд прави своя студиен дебют. Той е обявен като китарист на групата при представянето на сингъла Chicken Hearted Woman. От 1957 г. има договор със звукозаписната компания Duke и написва няколко песни там, включително Farther up the road. През 1958 г. той се премества в звукозаписната компания Mercury, където записва първия си сингъл Rock and Roll Lilly. През 1963 г. той има хит с групата Down on bending knees.
През 1979 г. се премества в Ню Йорк. Там се запознава с пианиста Кен Вангел и продуцента Дан Дойл. През следващите две години записва песни с тях двамата, които са издадени от лейбъла Rounder през 1981 г. в албума Copeland special. Този албум предизвика голям смут в блус сцената, тъй като сякаш от нищото се е появил брилянтен музикант. През следващите години Копланд работи усилено. Издават се албумите Make my home where I hang my hat (1982), Texas twister (1984) и Bring it all back home (1985). За Longplayer Showdown! (с Робърт Крей и Албърт Колинс) той получава „Грами“ през 1987 г. за най-добър съвременен блус албум. Той също така е постоянно на турнета, включително на джаз фестивала в Монтрьо, където е награден с голямата награда. След албума Boom Boom през 1989 г. се отделя от звукозаписната компания Rounder.
След двугодишна пауза издава албума Flyin' High през 1991 г., последван от Catch up with the blues през 1993 г. По това време обаче здравословните му проблеми вече са възникнали. Още през 1992 г. той се оплаква от недостиг на въздух на King Biscuit Blues Festival в Хелена, Арканзас. През 1995 г. е хоспитализиран със сърдечна недостатъчност, но е спасен. От този момент нататък той чака донорен орган, за да може да се върне на работа. Направена му е сърдечна трансплантация. Джони Копланд умира на 3 юли 1997 г. в Columbia Presbyterian Hospital в Ню Йорк в резултат на усложнения от трансплантацията, извършена седем месеца по-рано.
Дъщеря му Шемекия Копланд е певица. Пее с блус величия като Стив Кропър и Dr. Джон (с когото работят заедно).

## Дискография
| 1981 | Copeland Special                                     |
| 1982 | Make My Home Where I Hang My Hat                     |
| 1984 | I’ll Be Around                                       |
| 1985 | Down On Bended Knee                                  |
| 1985 | Showdown! Албърт Колинс, Робърт Край и Джони Копланд |
| 1986 | Bringin’ It All Back Home                            |
| 1988 | Ain’t Nothing But A Party (на живо)                  |
| 1988 | Houston Roots                                        |
| 1990 | Boom Boom                                            |
| 1992 | Flyin’ High                                          |
| 1993 | Further On Up The Road                               |
| 1994 | Catch Up With The Blues                              |
| 1996 | Jungle Swing (награда от Prix Big Bill Broonzy)      |
| 1997 | Live In Australia 1990, (Black Top Records)          |
| 1999 | Working Man’s Blues                                  |
| 1999 | Einzelnachweise                                      |